# Октябрьский (Кытмановский район)
Октябрьский — посёлок в Кытмановском районе Алтайского края. Административный центр Октябрьского сельсовета.

## География
Расположен на левом берегу реки Харабы, в 21 км юго-западу от районного центра села Кытманово.

## История
Посёлок возник в 1955 году как центральная усадьба целинного зерносовхоза «Кытмановский». Первыми жителями стали целинники из Москвы, с Дальнего Востока, Кузбасса и Барнаула.

## Население
| 1997  | 1998  | 1999  | 2000  | 2001  | 2002  | 2003  | 2004  | 2005  | 2006  |
| ----- | ----- | ----- | ----- | ----- | ----- | ----- | ----- | ----- | ----- |
| 1274  | ↗1279 | ↘1263 | ↘1258 | ↘1256 | ↘1238 | ↘1209 | ↘1197 | ↘1185 | ↗1236 |
| 2007  | 2008  | 2009  | 2010  | 2011  | 2012  | 2013  |       |       |       |
| ↘1225 | ↘1183 | ↘1135 | ↘986  | ↘985  | ↘977  | ↘966  |       |       |       |

Национальный состав
Согласно результатам переписи 2002 года, в национальной структуре населения русские составляли 91 %.